# Lettera circolare del Massachusetts
La Massachusetts Circular Letter (in italiano Lettera Circolare del Massachusetts) fu una dichiarazione scritta da Samuel Adams e James Otis Jr., e approvata dalla Camera dei Rappresentanti del Massachusetts (nel rispetto della Costituzione della Provincia della Baia del Massachusetts, non quella dell'attuale stato statunitense) nel febbraio 1768 in risposta al Townshend Acts.
Le reazioni alla lettera causarono un aumento delle tensioni tra il Parlamento britannico e la colonia del Massachusetts, portando all'occupazione militare di Boston da parte dell'esercito britannico, tensioni che accelerarono il processo della Rivoluzione americana.

## Antefatti
Dopo la revoca dello Stamp Act nel 1766, il Parlamento britannico impose le Townshend Acts nel 1767 come ulteriore strumento per generare entrate. Le leggi stabilivano un dazio all'importazione di vetro, vernice, carta, piombo e tè, oltre a istituire una Dogana Americana. In risposta, la Corte Generale del Massachusetts emanò una lettera circolare. (Una lettera circolare, nota anche come circolare, è una lettera destinata ad essere ampiamente distribuita, appunto "in circolazione"). La Lettera Circolare del Massachusetts fu inviata alle assemblee rappresentative delle altre colonie. Il Massachusetts ricevette risposte positive da New Jersey, Connecticut e dalla House of Burgesses della Virginia.

## Contenuto
Nella Lettera Circolare, Samuel Adams sosteneva l'incostituzionalità delle Townshend Acts poiché la colonia del Massachusetts non era rappresentata in Parlamento. Adams affermava che lo status del Parlamento come massimo organo legislativo dell'Impero Britannico non gli consentisse di violare la Costituzione britannica e i diritti naturali dei coloni. Tuttavia, chiariva di non auspicare a una rappresentanza coloniale in Parlamento: la distanza delle colonie americane dalla Gran Bretagna ("separate da un oceano di mille leghe") rendeva impraticabile una rappresentanza effettiva, secondo lui.  Al contrario, Adams si batteva per il sistema precedente, dove le colonie venivano tassate solo dalle proprie assemblee provinciali, nelle quali erano già rappresentate.

## Conseguenze

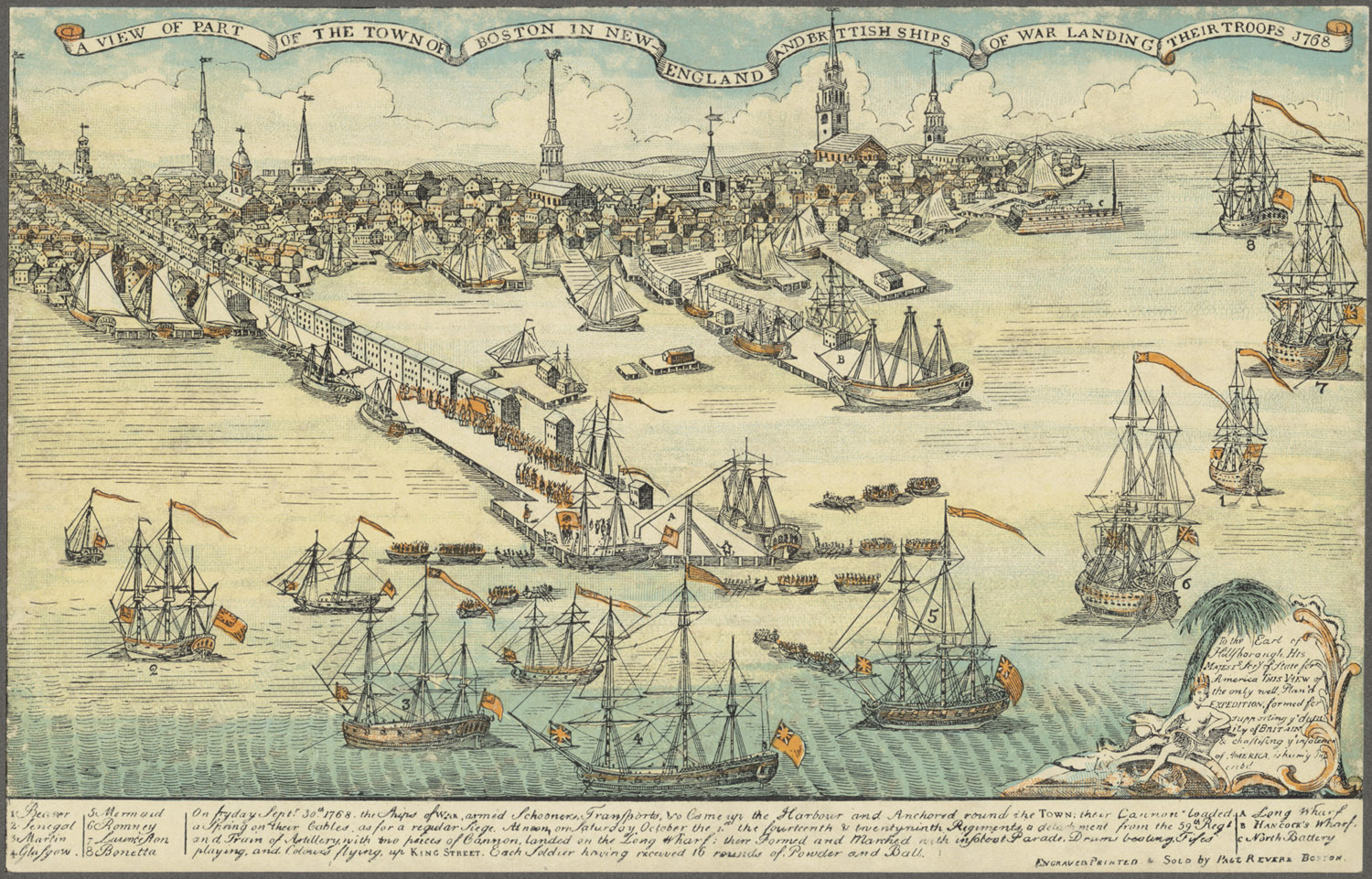
Truppe inglesi sbarcano nel porto di Boston nel 1768. (Da una incisione di Paul Revere riprodotta a colori).

Dopo la diffusione della Lettera Circolare alle altre colonie, Lord Hillsborough, Segretario di Stato per le Colonie, ordinò alla Corte Generale del Massachusetts di revocarla. L'assemblea votò 92-17 contro la revoca. In risposta alla sfida della Corte Generale, il governatore Francis Bernard la sciolse. Ciò scatenò la violenza delle folle dei coloni che non avevano più alcuna via legale per affrontare le loro lamentele. Attaccarono funzionari doganali, rendendo impossibile l'esercizio delle loro funzioni. In risposta al deterioramento della situazione, Lord Hillsborough inviò quattro reggimenti di soldati britannici a Boston. Arrivati nell'ottobre del 1768, i soldati aumentarono solo le tensioni, come documentato nel "Journal of Occurrences", scritto anonimo che stilava la cronaca dell'occupazione. Queste tensioni culminarono il 5 marzo 1770 con il Massacro di Boston.